# 內塔沃什 (明尼蘇達州)
內塔沃什（英語：Naytahwaush，/ˈneɪtəwɔːʃ/ NAY-tə-wawsh）是位於美國明尼蘇達州馬諾門縣特溫萊克斯鎮區的一個普查規定居民點。

## 人口
根據2020年美國人口普查的數據，內塔沃什的面積為8.49平方千米，當中陸地面積為7.52平方千米，而水域面積為0.97平方千米。當地共有人口504人，而人口密度為每平方千米59.36人。